# Pandanus dammannii
Pandanus dammannii är en enhjärtbladig växtart som beskrevs av Otto Warburg. Pandanus dammannii ingår i släktet Pandanus och familjen Pandanaceae.
Artens utbredningsområde är Queensland. Inga underarter finns listade.